# くれよん・でいず
『くれよん・でいず』は、千葉コズエによる日本の漫画作品。サブタイトルは「大キライなアイツ」。『Sho-Comi』（小学館）にて、2011年24号から2013年6号まで連載された。千葉としては『24COLORS』以来の美術（学校）を題材としたストーリーであるが、今作では主人公の絵柄（特に目）を意識して、「少女マンガっぽくキラキラ度をパワーアップ」して描いていると語っている。

## ストーリー
顔もスタイルも成績も全てが普通の一ノ瀬しまは、ド田舎で育った女の子。そんなしまは“特別な女”になるべく、田舎から上京することを決意。そして絵を描くことが大好きなしまは、寮制の学校、青葉美術学園へと入学する。
入学初日、16歳にして“天才”と呼ばれる佐治暁に出会ったしま。しかし、天才と呼ばれているのとは裏腹に、とても性格が悪い佐治は、しまをバカにした挙句「ヌードモデルをやらないか?」とまで誘う始末。
激怒したしまは「二度と関わらない」と誓うが、偶然佐治と同じクラスになり、席も隣同士となる。

## 登場人物
一ノ瀬しま（いちのせ しま）
田舎で育った16歳の女の子。昔から絵を描くことが大好きで、上京とともに青葉美術学園へと入学する。病弱で外へ出られない妹の為に絵を描き始めるが、小さい頃から妹に付きっきりの両親への寂しさを抱いていた。
佐治暁（さじ あかつき）
16歳にして“天才”と呼ばれている男の子。学園では特別待遇を受けており、雑誌にも幾度となく取り上げられ、将来を期待されている。性格が悪く、しまをバカにするが、彼女が描く絵に惹かれてゆき…?
安藤更紗（あんどう さらさ）
しまの女子寮の隣部屋に住んでいる女の子。口はキツイが美人で、“美しいもの”が大好き。当初はからかっていたが、しまを気に入る。
如月星名（きさらぎ せな）
しまの女子寮の向かい部屋に住んでいる。一見、美少年に見えるが優しい女の子。更紗と付き合っている（つまりレズビアン）。
マユゲ
通称「マユ」。しまのペットでセキセイインコのメス。名前はなぜか顔に眉毛があることから付けられた。いつもしまの頭の上に乗っている。

## 番外編
- くれよん・でいず 番外編（2012年『Sho-Comi』増刊2月14日号） - 更紗視点のストーリー
- くれよん・でいず 番外編（2012年『Sho-Comi』増刊10月15日号） - 星名視点のストーリー

## コミックス
- 千葉コズエ 『くれよん・でいず』 小学館〈フラワーコミックス〉、全4巻
  1. 2012年5月25日発売、ISBN 978-4-09-134525-7
  2. 2012年9月26日発売、ISBN 978-4-09-134640-7
  3. 2013年1月25日発売、ISBN 978-4-09-134848-7
  4. 2013年4月26日発売、ISBN 978-4-09-135176-0